# Port Isabel
Port Isabel ist eine Hafen-Kleinstadt im südtexanischen Cameron County. Sie ist Teil der Ballungsräume Brownsville-Harlingen und Matamoros-Brownsville. Das U.S. Census Bureau hat bei der Volkszählung 2020 eine Einwohnerzahl von 5028 ermittelt. Südlich von Corpus Christi verfügt die Stadt über die einzige Auto-Verbindungsstraße zu der der Golfküste vorgelagerten Insel Padre Island.

## Geografie

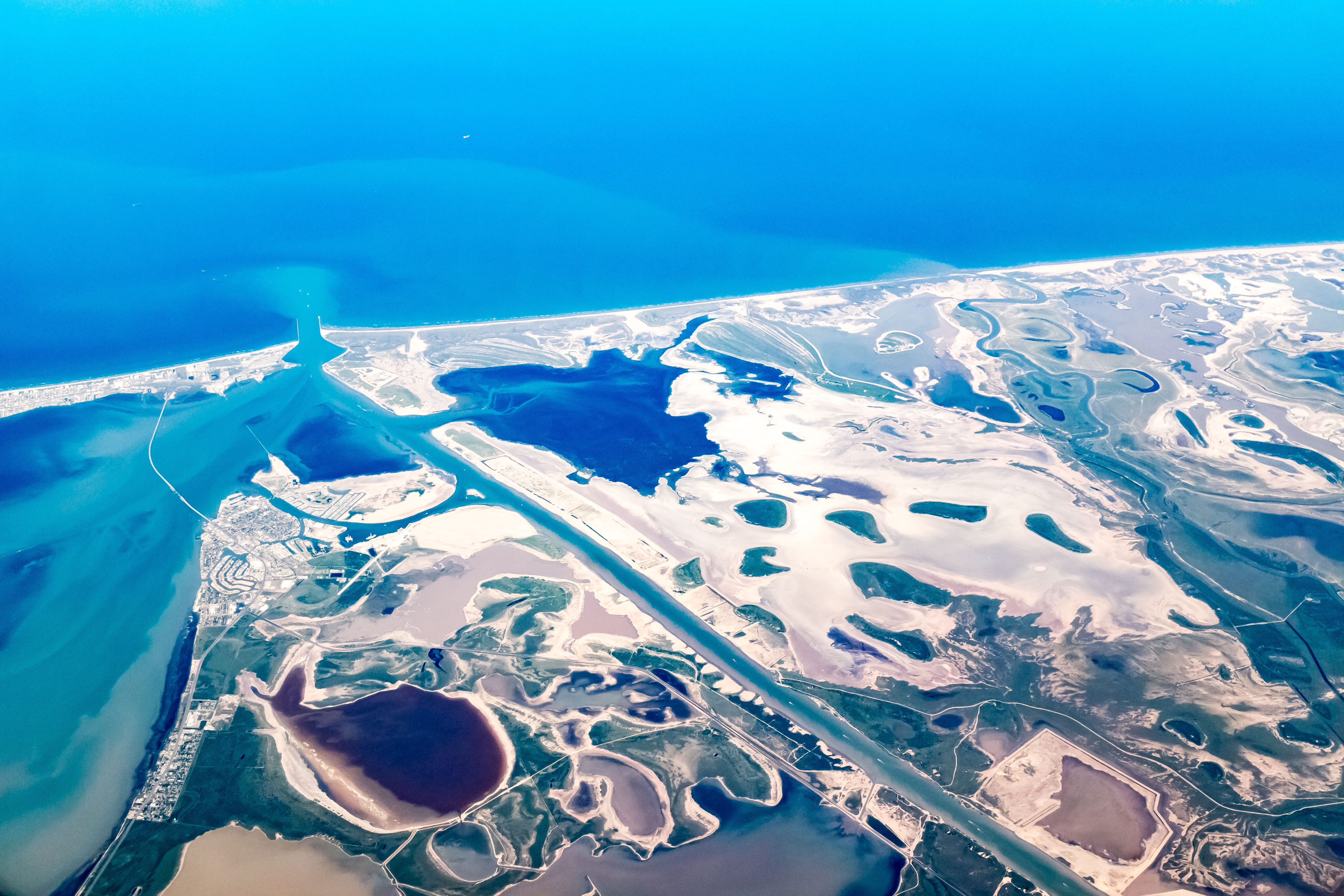
Luftaufnahme von Port Isabel und Umgebung

Geografisch befindet sich Port Isabel in der südöstlichen Ecke des Cameron County. Die Stadt liegt auf einer Landzunge westlich der Bucht Bahía Grande – einer Seitenbucht des Kanals, welcher die County-Metropole Brownsville mit dem Meer verbindet. Die Entfernung zu Brownsville sowie zur Mündung des Rio Grande in den Golf von Mexiko beträgt rund 15 Kilometer, die zur mexikanischen Grenze rund fünf. Landschaftlich liegt Port Isabel im Küstensalinen-Präriesaum, welcher sich entlang der texanischen Golfküste zieht.
Der Stadt vorgelagert ist die Insel South Padre Island. Sie verläuft als schmaler Küstenvorläufer von Port Isabel bis Corpus Christi und trennt die Laguna Madre vom offenen Meer. Die von Port Isabel zur Insel führende Highway-Verlängerung Queen Isabelle Causeway ist eine von zwei Landverbindungen, welche zum Padre Island führen. Das Stadtgebiet umfasst rund 35 Quadratkilometer, wovon rund die Hälfte aus Wasserfläche besteht.

## Geschichte

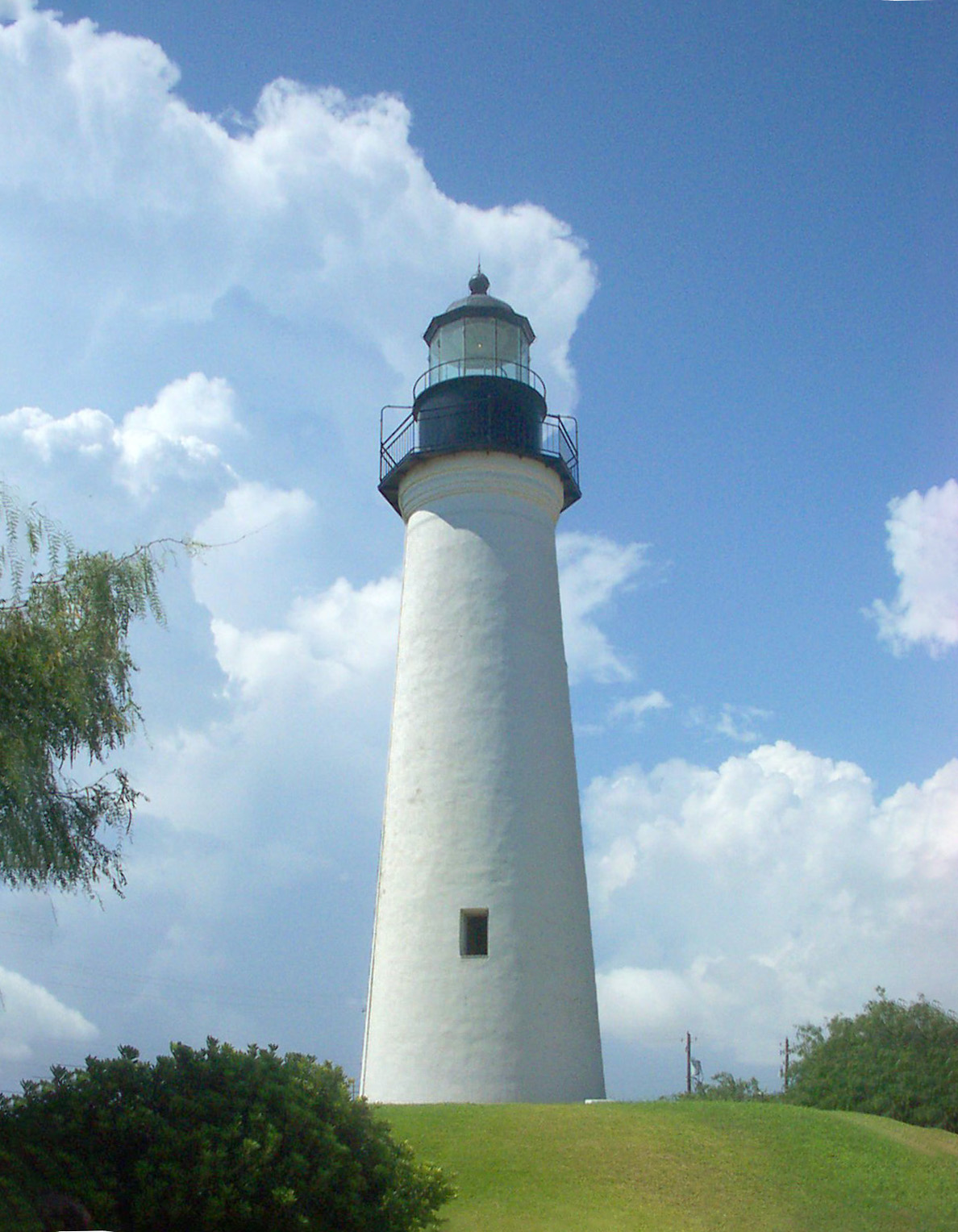
Port Isabel Lighthouse

Vorläufer der heutigen Gemeinde war eine kleine Ansiedlung namens El Frontón de Santa Isabel, die in den 1830er-Jahren gegründet wurde. Später wurde der Name in Punta de Santa Isabel geändert – die spanische Schreibweise des heutigen Namens. In den 1840ern folgten ein Postamt und eine Kirche. 1853 wurde der Port Isabel Lighthouse gebaut – ein Leuchtturm, der bis heute besteht. Wirtschaftlich profilierte sich die Stadt schnell als Ausfuhrhafen für Baumwolle. Aufgrund seiner Nähe zu Mexiko fungierte sie in den ersten drei Jahren des amerikanischen Bürgerkriegs als konföderierter Ausfuhrhafen zum Umgehen der von der Union verhängten Seeblockade.
Die erste Eisenbahn in der Region war die Rio Grande Valley Railway – eine Schmalspurlinie, die Port Isabel mit Brownsville und dem unteren Rio Grande Valley verband. Die Einwohnerschaft, die noch 1925 nicht mehr als rund 200 betragen hatte, wuchs bis zum Ende des Jahrzehnts auf 750. In den 1930ern erfolgte der Ausbau des Hafens. Der dazugehörige Schiffskanal wurde 1933 bis zu einer Tiefe von 3,6 Meter und einer Breite von rund 38 Meter ausgebaggert. Ab 1935 wurde Port Isabel als regulärer Seehafen genutzt.
Im Jahr 1952 hatte die Stadt eine Bevölkerung von 2372 und einen Unternehmensbestand von rund 70 Firmen. Bis 1956 war Port Isabel an das Eisenbahnnetz der Missouri Pacific Railroad angeschlossen. Der Gulf Intracoastal Waterway – eine Wasserstraße, die von Brownsville bis zur westlichen Küste von Florida führt – erhöhte zwar das Handelsaufkommen, erwies sich jedoch auch als belastender Umweltverschmutzungs-Faktor.
1954 wurde der Queen Isabella Causeway fertiggestellt. Er enthielt eine Drehbrücke über den Schiffskanal zwischen Port Isabel und South Padre Island und kostete 2,2 Millionen Dollar. In den Jahrzehnten nach seiner Errichtung war der Causeway zweimal von Unglücken betroffen: 1996 kollidierte eine Cessna TR182 mit dem Damm. 2001 stürzten vier beladene Lastkräne in einen der Stützpfeiler. Auswirkung: Große Abschnitte der Brücke stürzten ins Wasser und hinterließen eine große Lücke in der Fahrbahn. Acht Menschen wurden dabei getötet, fünf Fahrzeuge mit drei Überlebenden aus dem Wasser geborgen. Die Einwohnerzahl, die Mitte der 1970er Jahre rund 3500 betrug, liegt mittlerweile bei etwas über 5000.

## Demografie
Laut den Daten des United States Census Bureau aus dem Jahr 2016 betrug die Einwohnerzahl in diesem Jahr 5.015 Personen. 2.269 davon waren männlich, 2.746 weiblich. 3.821 Einwohner waren 18 Jahre oder älter, 1.194 Kinder oder Jugendliche, 1.050 älter als 65 Jahre. Der Altersmedian betrug 37,9 Jahre. 1.259 der Befragten bezeichneten sich als Weiße (25,1 %), 3.699 als Hispanic oder Latino (73,8 %). 57 (1,1 %) gaben an, mehr als einer Ethnien anzugehören. Das Medianeinkommen pro Haushalt belief sich laut Zensus-Angaben auf 33.000 US-Dollar (USD). Der ermittelte Einkommensmedian liegt deutlich sowohl unter demjenigen der USA insgesamt (53.000 USD) als auch dem für den Bundesstaat Texas (51.900 USD). Als Personen, die in Armut leben, wies der Zensus 31,4 % aus, als Personen ohne Krankenversicherung 47,4 %. Beide Werte sind in der Zensus-Zusammenfassung mit einem Ausrufezeichen versehen.

## Wirtschaft und Bildung
In den 1960er-Jahren war die Zucht und der Export von Garnelen einer der wichtigsten Wirtschaftsfaktoren der Stadt. Flankierend hinzugekommen sind zwischenzeitlich eine chemische Raffinerie, Niederlassungen der Erdölindustrie sowie ein Tiefkühlkost-Unternehmen. Der Hafen der Stadt hatte 1989 ein Frachtaufkommen von 263.335 Tonnen. Ein weiterer Wirtschaftsfaktor ist der Tourismus; als Attraktionen offeriert dieser Sektor Freizeitmöglichkeiten wie Angeln, Bootfahren und Jagen.
Die öffentlichen Schulen der Stadt sind im Point Isabel Independent School District zusammengefasst. Hierzu gehören: die Garriga Grundschule (Klasse K-2), die Derry Grundschule (3–5), die Port Isabel Junior High School (6–8) und die Port Isabel High School (9–12). Alle Schulen befinden sich in Port Isabel.

## Persönlichkeiten
- Mariano Simon Garriga (1886–1965), römisch-katholischer Geistlicher, Bischof von Corpus Christi 1949–1965